# Luxaviation
Luxaviation ist eine luxemburgische Privatfluggesellschaft mit Sitz in Luxemburg und Basis auf dem Flughafen Luxemburg.

## Geschichte
Luxaviation wurde im Jahr 2008 gegründet. Im Oktober 2011 fusionierte sie mit der am Flughafen Paderborn/Lippstadt ansässigen Fluggesellschaft Fairjets.
Im Laufe der Zeit wurden mehrere Unternehmen übernommen:
- Abelag Aviation (Belgien)
- Unijet (Frankreich)
- Fairjets (Deutschland)
- ExecuJet Aviation Group (Schweiz)
- Masterjet (Portugal)
- LEA London Executive Aviation (Vereinigtes Königreich)
- Starspeed Ltd. (Hubschrauberbetreiber) (Vereinigtes Königreich)

## Dienstleistungen
Luxaviation führt in erster Linie Charterflüge im Geschäftsflugverkehr durch. Darüber hinaus werden Flugzeugwartungen sowie An- und Verkauf von Flugzeugen angeboten.

## Flotte

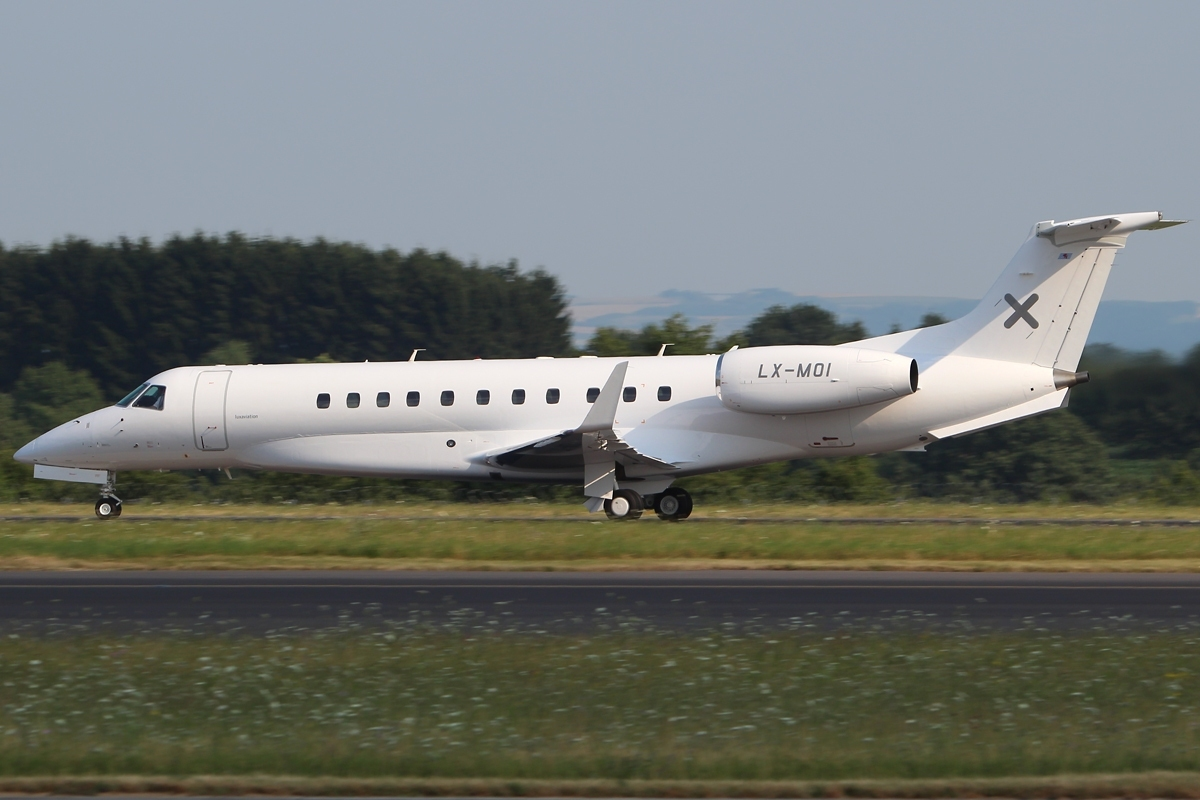
Embraer Legacy 600 der Luxaviation

Laut Webseite des Unternehmens besteht die Flotte der Luxaviation mit Stand von 2022 aus 94 Geschäftsreiseflugzeugen (mit über 50 verschiedenen Flugzeugtypen) und 11 Hubschraubern.